# Jonsdorfské skalní město
Jonsdorfské skalní město (německy Jonsdorfer Felsenstadt) je přírodní rezervace v Chráněné krajinné oblasti Žitavské hory, která je součástí Přírodního parku Žitavské hory (Naturpark Zittauer Gebirge). Skalní město se nachází poblíž česko-německé státní hranice na území obce Jonsdorf v zemském okrese Zhořelec v Sasku.

## Předmět ochrany
Jonsdorfské skalní město je jednou z nejvýznamnějších geologických lokalit v Sasku. Přírodní rezervace (německy Naturschutzgebiet - NSG) o rozloze 63,03 ha byla vyhlášena státními orgány Německé demokratické republiky již 11. září 1967.
Rezervace je nejen součástí Chráněné krajinné oblasti Žitavské hory a I. zóny stejnojmenného přírodního parku, ale také chráněného území "Hochlagen des Zittauer Gebirge", náležející do soustavy Natura 2000, a Ptačí oblasti Žitavské hory (Vogelschutzgebiet "Zittauer Gebirge" ). Zvláštní pozornost je věnována ochraně hnízdišť (tzv. Horstschutzzone) ohrožených druhů ptáků, jako je výr velký a sokol stěhovavý. Významný je též výskyt některých druhů netopýrů (netopýr velký, netopýr černý). Z větších savců byl na území přírodní rezervace zaznamenán výskyt rysů, migrujících do místních lesů z území České republiky.

## Popis lokality

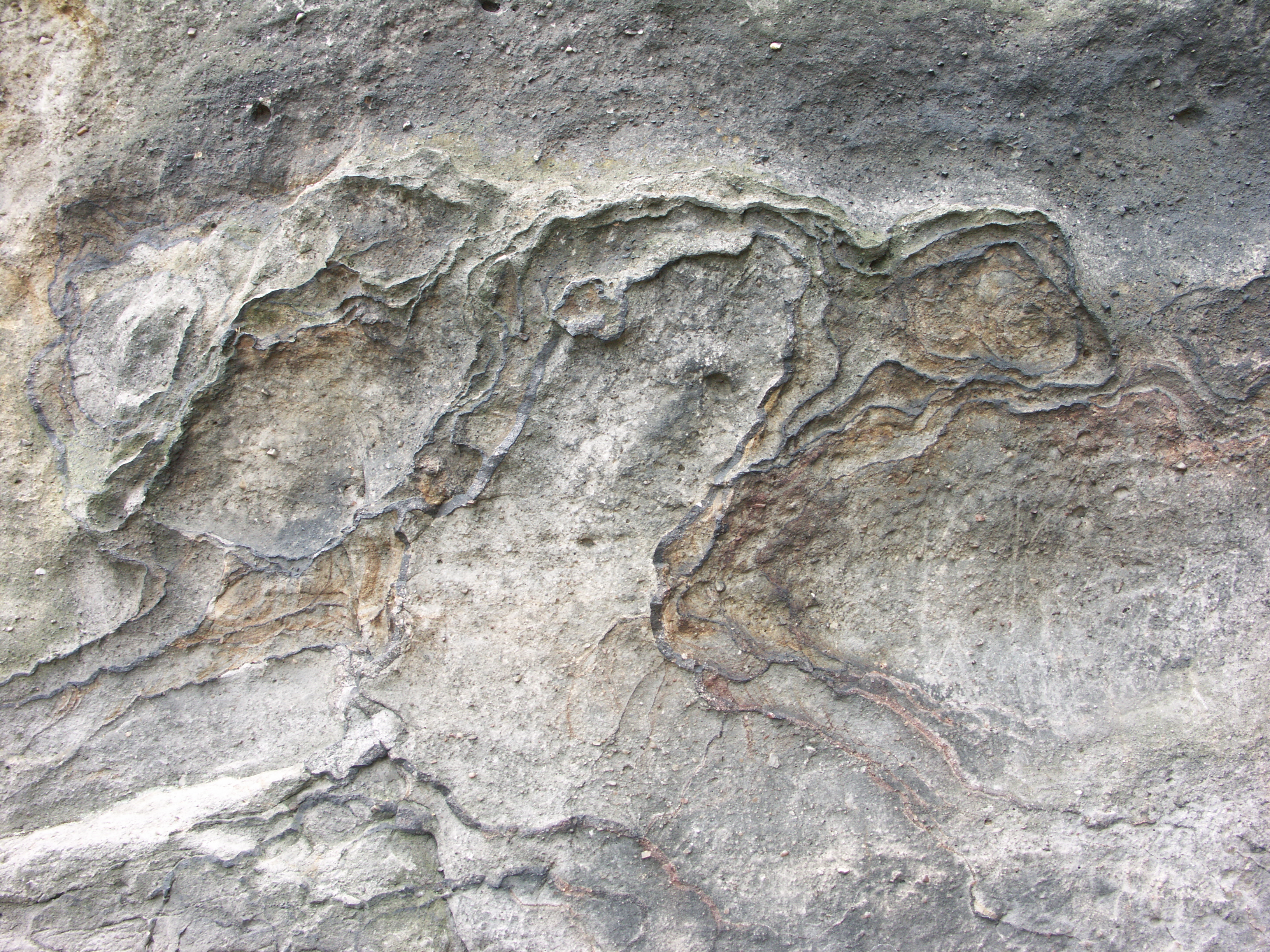
Detail železitých inkrustací na povrchu skal

### Geografická poloha
Jonsdorfské skalní město se nachází v geomorfologickém celku Lužické hory, na území Saska označovaných jako Žitavské hory. Nadmořská výška reliéfu skalního města se pohybuje zhruba v rozpětí 400 až 600 metrů. Přírodní rezervace se rozkládá jihozápadně od obce Jonsdorf, směrem na jih od místního vodního toku Pochebach. Severní hranice chráněného území začíná bezprostředně u vesnické zástavby. Jihozápadní hranice přírodní rezervace je totožná s česko-německou státní hranicí, která je zde zároveň severní hranicí okresu Česká Lípa v Libereckém kraji. Konkrétně se jedná o katastrální území Dolní Světlá pod Luží a Krompach.

### Geologie
Stáří pískovcového masívu Jonsdorfského skalního města je datováno do druhohorního období turonu před cca 90 milióny let, tj. do druhého nejstaršího geologického období svrchní křídy. Geomorfologické tvary skalního města byly formovány mnohaletou erozí. Zdejší pískovec je jemnozrný až středně zrnitý, pukliny ve skalním masívu bývají vyplněny magmatickými horninami čedičem a znělcem, které sem pronikly v období třetihor.

## Přístup
Většina území Jonsdorfského skalního města není turisticky zpřístupněna. Pouze malou východní částí přírodní rezervace je možné projít po cestě Alpenpfad, která je součástí Naučné stezky Mühlsteinbrüche (Naturlehrpfad Mühlsteinbrüche), mapující zdejší oblast historických lomů na mlýnské kameny.